# His Ward's Love

His Ward's Love est un film muet américain réalisé par D. W. Griffith, sorti en 1909.

## Synopsis
Une jeune orpheline tombe amoureuse de son tuteur.

## Fiche technique
- Titre : His Ward's Love
- Réalisation et scénario : D. W. Griffith
- Société de production et de distribution : American Mutoscope and Biograph Company[1]
- Photographie : G. W. Bitzer
- Pays :  États-Unis
- Format[2] : Noir et blanc - Muet - 1,33:1 ou 1,37:1[3] - 35 mm[3],[4]
- Longueur de pellicule : 235 pieds (72 mètres[4])
- Durée : 3 minutes (à 16 images par seconde)[2]
- Date de sortie : 15 février 1909

## Distribution
Les noms des personnages proviennent de l'Internet Movie Database.
- Arthur V. Johnson : Révérend Howson
- Florence Lawrence : l'orpheline
- Owen Moore : Général Winthrop
- Linda Arvidson : la domestique[5]

## Autour du film
Les scènes du film ont été tournées le 29 janvier 1909 dans le studio de la Biograph à New York.
À sa sortie, le film a été présenté sur la même bobine que The Curtain Pole.